# José Miguel Ramón Ydígoras Fuentes
José Miguel Ramón Ydígoras Fuentes (Retalhuleu, 17 de outubro de 1895 – Cidade da Guatemala, 6 de outubro de 1982) foi Presidente da Guatemala de 2 de março de 1958 a 31 de março de 1963.